# Number 1 Record
# 1 Record (Primera grabación en español) es el álbum debut del grupo estadounidense de power pop Big Star, lanzado en 1972.
En 2020, el álbum fue incluido en la lista de los 500 mejores álbumes de todos los tiempos según Rolling Stone, ocupando el puesto 474.

## Listado de canciones
| LP original |                            |               |          |  |
| N.º         | Título                     | Música        | Duración |  |
| 1.          | «Feel»                     | Bell, Chilton | 3:34     |  |
| 2.          | «The Ballad of el Goodo»   | Bell, Chilton | 4:21     |  |
| 3.          | «In the Street»            | Bell, Chilton | 2:55     |  |
| 4.          | «Thirteen»                 | Bell, Chilton | 2:34     |  |
| 5.          | «Don't Lie to Me»          | Bell, Chilton | 3:07     |  |
| 6.          | «The India Song»           | Bell, Chilton | 2:20     |  |
| 7.          | «When My Baby's Beside Me» | Bell, Chilton | 3:23     |  |
| 8.          | «My Life Is Right»         | Bell, Chilton | 3:08     |  |
| 9.          | «Give Me Another Chance»   | Bell, Chilton | 3:27     |  |
| 10.         | «Try Again»                | Bell, Chilton | 3:31     |  |
| 11.         | «Watch the Sunrise»        | Bell, Chilton | 3:45     |  |
| 12.         | «ST100/6»                  | Bell, Chilton | 0:57     |  |
| 34:62       |                            |               |          |  |

## Créditos
- Chris Bell — Compositor - Guitarra - Voz
- Álex Chilton — Compositor - Guitarra - Voz
- John Fry — Productor
- Andy Hummell — Compositor - Bajo - Coros
- Jody Stephens — Compositor - Batería - Voz